# 圣罗曼德卡梅罗斯
圣罗曼德卡梅罗斯，是西班牙拉里奥哈自治区的一个市镇。总面积48平方公里，总人口180人（2001年），人口密度4人/平方公里。